# ジョルジュ・レメン
ジョルジュ・レメン（Georges Lemmen、1865年11月25日 - 1916年7月5日（7月15日とも））は、ベルギーの画家、版画家、イラストレーターである。「新印象派」の画家、「アール・ヌーボー」のイラストレーターとして活動した。

## 略歴
ブリュッセル近郊のスカールベークの建築家の息子に生まれた。美術に親しむ環境で育ち、サン＝ジョス＝タン＝ノードの絵画学校で学んだ。エドガー・ドガやアンリ・ド・トゥールーズ＝ロートレックの作品に親しんだ。
20歳頃から絵をブリュッセルやヘントの展覧会に出展するようになり、ベルギーの新進の画家たちが設立した展覧会「20人展」に1888年に加わった。20人展に招待されたフランスの「新印象派」の画家たち、ジョルジュ・スーラやカミーユ・ピサロ達から影響を受け、ベルギーの画家、テオ・ファン・レイセルベルヘ(1862-1926) と親しくなった。彼らの影響を受けて、多くの画家が用いるようになった「点描」技法の作品を多く制作した。1891年にジョルジュ・スーラが亡くなったこともあって、1890年代の後半からレメンは「点描」技法を使わなくなった。「アール・ヌーボー」のスタイルの挿絵、ポスターを多く制作した。
1904年にブリュッセルでビュイス(Georges Buysse)やハイマンス(Adrien-Joseph Heymans)らと美術家団体、「Vie et Lumière（人生と光）」を設立し、グループ展を開いて活動した。1915年にイクルに移り、イクルで没した。

## 作品
- (1889)
- (1893)
- (1905)
- (1910)

- 「ハイストの海岸」(1891)
- 「セーヌ河」
- ” Little Pierre”
- (1907)